# Danis herophilus
Danis herophilus är en fjärilsart som beskrevs av Hans Fruhstorfer 1915. Danis herophilus ingår i släktet Danis och familjen juvelvingar. Inga underarter finns listade i Catalogue of Life.